# Theresienorden

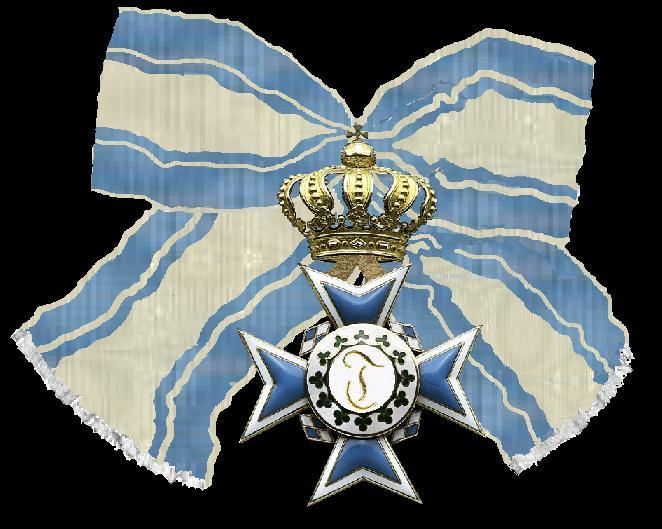
Theresienorden

Der Theresienorden wurde am 12. Dezember 1827 durch Therese von Bayern, die Gemahlin König Ludwig I. von Bayern, als Damenorden gestiftet und sollte unvermögenden, adeligen, jedoch christlich und ehelich geborenen Damen, die unverheiratet geblieben waren, eine Rente verschaffen und somit ein standesgemäßes Leben ermöglichen.

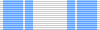
Ordensband

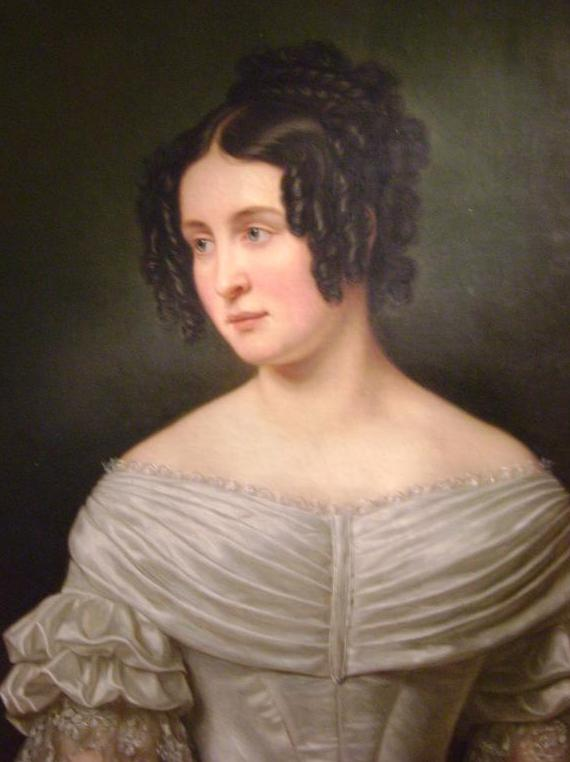
Die Ordensstifterin Königin Therese von Bayern

## Aufnahmebedingungen
Ursprünglich sollten nur zwölf Damen Aufnahme in den Orden finden, später wurde diese Zahl auf achtzehn erweitert. Davon erhielten sechs eine jährliche Rente von je 300 und die anderen sechs jeweils 100 Gulden. 1876 wurde dieser Betrag auf die Reichswährung umgestellt. Im Fall der Verheiratung einer dieser Damen oder wenn ihr ein größeres Vermögen zuteilwurde, ging ihr die ausgesetzte Rente verloren. War die Verheiratung standesgemäß, so konnte die Dame die Ordensdekoration weitertragen und rangierte als Ehrendame des Theresien-Ordens.
Neben diesen sogenannten präbendierten Ordensdamen konnten auch noch andere Damen Aufnahme finden. So mussten Ausländerinnen eine Aufnahmegebühr von 220 Gulden und Inländerinnen von 55 Gulden entrichten. Diese Damen führten dann den Titel Ehrendamen.

## Ordensdekoration
Das Ordenszeichen besteht aus einem goldeingefassten, blauemaillierten Johanniterkreuz mit breitem weißen Rand, über dem sich die goldene Königskrone befindet. In den Winkeln des Kreuzes befinden sich je zwei weiße und zwei blaue, dem Wappen entnommene Wecken. Ein goldumrandetes Medaillon enthält auf weißem Grund ein T, um das sich ein goldgeränderter Rautenkranz windet. Auf der Rückseite des Medaillons ist die Jahreszahl 1827 von der Ordensdevise UNSER ERDENLEBEN SEY GLAUBE AN DAS EWIGE umgeben.
Der Orden wurde seit 1834 auch mit Brillanten verliehen und zwar in erster Linie an die Gemahlin von Souveränen. Diese erhielten neben dem Kreuz an einer silbernen Krone, die ebenso wie das T im Medaillon mit Brillanten besetzt ist, eine ebenso reich verzierte Chiffre.

## Trageweise
Getragen wurde der Orden üblicherweise an einer Damenschleife auf der linken oberen Brustseite. Ausnahme bildeten hierbei das Tragen von Gala am königlichen Hofe. Dann wurde die Auszeichnung an einer Schärpe von der rechten zur linken Schulter dekoriert. Bei Verleihungen mit der Chiffre wurde diese an der Damenschleife und das Ordenszeichen an einer Schärpe getragen.
Das Band ist weiß mit zwei himmelblauen Streifen am Rand, von denen der innere schmäler ist als der äußere.

## Verleihungszahlen
Der Orden wurde und wird auch nach dem Ende der Monarchie 1918 weiterhin als Hausorden verliehen. Schutzherr war der jeweilige Monarch, heute der jeweilige Chef des Hauses Wittelsbach, derzeit Franz Herzog von Bayern, Aktuelle Großmeisterin ist Elisabeth Terberger, geb. Herzogin in Bayern, aktuelle Ordenskanzlerin ist Erbprinzessin Sophie von Liechtenstein, geb. Herzogin in Bayern, beides Töchter von Franz’ Bruder Max Emanuel Herzog in Bayern.
Bis 1918 lassen sich folgende Verleihungszahlen dokumentieren:
- Ehrendamen

Kreuz mit Krone und Chiffre in Brillanten – 108 Verleihungen
Kreuz mit der Chiffre in Brillanten – 237 Verleihungen
Einfaches Kreuz – 750 Verleihungen
- Präbendierte Damen

Einfaches Kreuz – 72 Verleihungen

## Bekannte Inhaberinnen

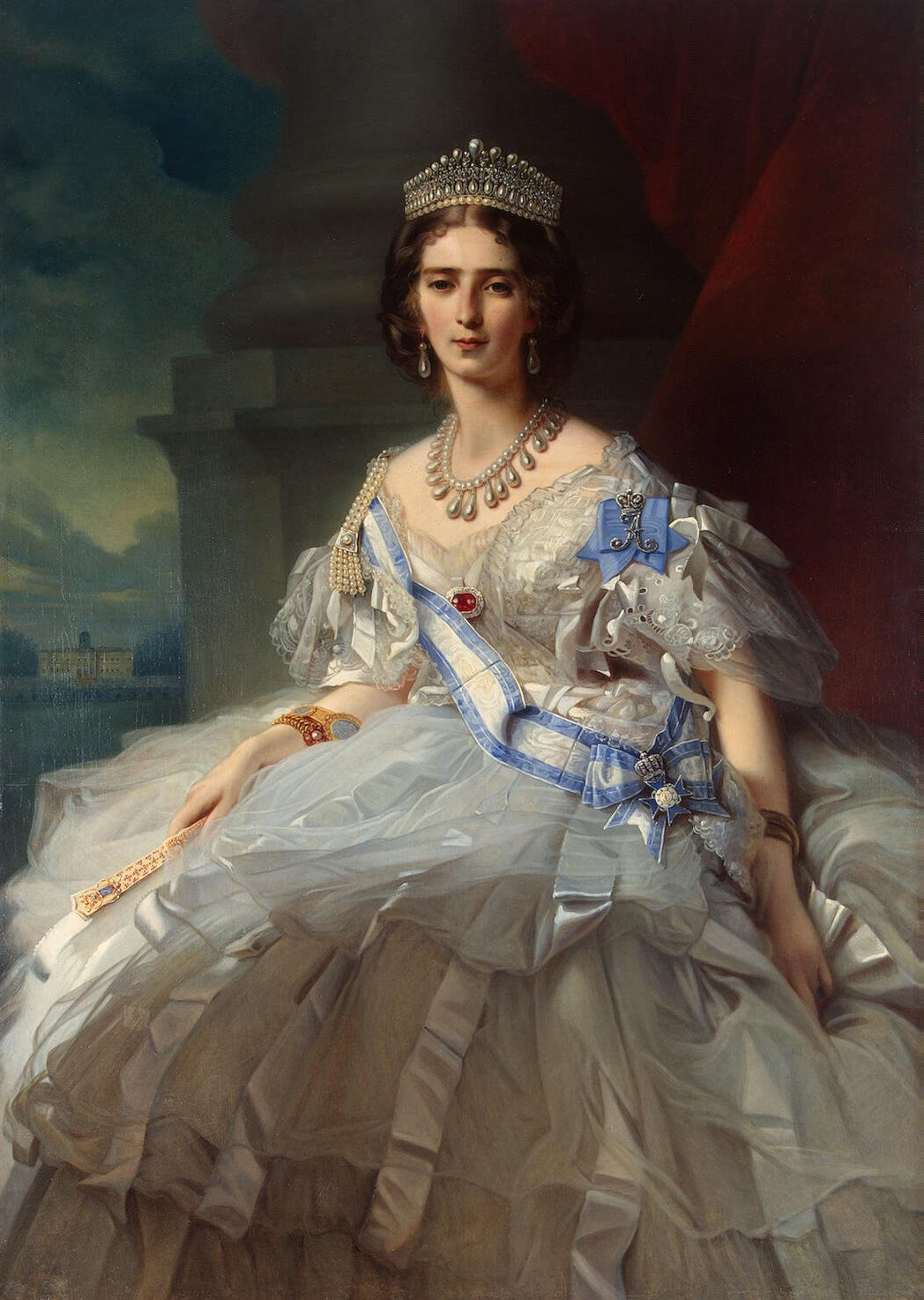
Prinzessin Tatjana Alexandrowna Jussupowa mit Kreuz des Theresien-Ordens an der Schärpe und der Chiffre an der Brust

- Therese von Sachsen-Hildburghausen (1792–1854), Königin von Bayern
- Alexandrine von Preußen (1803–1892)
- Cäcilie von Schweden (1807–1844)
- Amélie von Leuchtenberg (1812–1873)
- Maria Theresia von Österreich-Este (1817–1886)
- Alexandrine von Baden (1820–1904)
- Adelgunde Auguste von Bayern (1823–1914)
- Therese von Sachsen-Altenburg (1823–1915)
- Julia Hauke (1825–1895)
- Hildegard Luise von Bayern (1825–1864)
- Marie von Preußen (1825–1889), Königin von Bayern
- Tatjana Alexandrowna Jussupowa (1829–1879)
- Isabella II. von Spanien (1830–1904)
- Amalia del Pilar von Spanien (1834–1905)
- Marie von Radziwiłł (1840–1915)
- Marie in Bayern (1841–1925)
- Dagmar von Dänemark (1847–1928)
- Sophie in Bayern (1847–1897)
- Maria Pia von Savoyen (1847–1911)
- Amalie von Sachsen-Coburg und Gotha (1848–1894)
- Shōken von Japan (1849–1914)
- Isabella von Spanien (1851–1931)
- Marie zu Mecklenburg (1854–1920)
- Isabella von Croÿ (1856–1931)
- Gisela von Österreich (1856–1932)
- Maria Josepha von Portugal (1857–1943)
- Auguste Viktoria von Schleswig-Holstein-Sonderburg-Augustenburg (1858–1921)
- Sinaida Nikolajewna Jussupowa (1861–1939)
- Isabella von Bayern (1863–1924)
- Louise Victoire d’Orléans (1869–1952)
- Alix von Hessen-Darmstadt (1872–1918)
- Daisy von Pless (1873–1943)
- Elena von Montenegro (1873–1952)
- Maria Theresia von Spanien (1882–1912)
- Isabella von Croÿ (1890–1982)
- Maria del Pilar von Bayern (1891–1987)
- Bona Margherita von Savoyen-Genua (1896–1971)
- Giovanna von Savoyen (1907–2000)
- Maria Adelgunde von Hohenzollern-Sigmaringen (1921–2006)
- Irmingard von Bayern (1923–2010)
- Sophie in Bayern (* 1967)